# ユニバーサル・ソルジャーII
『ユニバーサル・ソルジャーII』（Universal Soldier II: Brothers In Arms）は、1998年にアメリカで製作されたテレビ映画。

## あらすじ
スコット軍曹との対決から数日後、殺人罪の濡れ衣を着せられたヴェロニカとリュックは逃亡を続けていた。その頃、ユニバーサル・ソルジャー計画の黒幕とその軍部はリュックの回収に乗り出す。一度は捕まってしまうリュックだったが、ヴェロニカに救われて、後に密かに人体改造され冷凍保存されていたリュックの実の兄エリックも救出することができた。兄弟は生前以来の再会を果たす束の間、新たなユニバーサル・ソルジャー部隊が襲撃してくるのだった。

## 概要
『ユニバーサル・ソルジャー』の続編として『ユニバーサル・ソルジャーIII』と2部作で制作されたドラマシリーズである。後に『ユニバーサル・ソルジャー/ザ・リターン』の公開でストーリーの時系列から外されてしまい、パラレルワールドの位置づけに収まっている。

## キャスト
（ ）内はビデオ&DVDの日本語吹き替えキャスト。
- リュック・デブロー/GR44：マット・バタグリア（荒川太朗）
- ベロニカ・ロバーツ：チャンドラー・ウェスト（紗ゆり）
- オットー・メイザー：ゲイリー・ビジー（廣田行生）
- エリック・デブロー（リュックの兄）/GR5：ジェフ・ウィンコット（大塚芳忠）
- メンター：バート・レイノルズ（大山高男）
- ウォーカー博士：リチャード・マクミラン（仲野裕）
- ジャック・カメロン中佐：マイケル・コープマン（中博史）
- ジャスパー：ジェームズ・キー（吉田孝）
- ピーターソン/GR80：エリック・ブライソン（樫井笙人）
- マルチネス/GR81：ケヴィン・ラシュトン（古田信幸）
- クーパー/GR82：デスモンド・キャンベル（吉田孝）
- ヨン・ソン：フォン・フローレス（樫井笙人）
- ビックス：ジュリアン・リッチングス（小形満）
- ジョン・デブロー（リュックとエリックの父）：アーロン・タガー（中博史）
- ダニエル・デブロー（リュックとエリックの母）：バーバラ・ゴードン（鈴木紀子）
- アニー：ソフィー・ベネット（こおろぎさとみ）
- アンドリュー・スコット軍曹/GR13：アンドリュー・ジャクソン（吉田孝）